# 川口市立科学館
川口市立科学館とは、市立青木町公園内に設置されていた市立児童文化センターを廃止し、新たにSKIPシティに、川口市が設置した施設の名称。

## 施設概要
- 施設種別：プラネタリウム、天文台・観測室、宇宙・天文展示、科学実験展示、鉄道模型の自動運転、駐車場（有料、隣接）、食事施設（隣接）[1]
- 公開内容：天体観望会（土曜夜）、天文台ガイドツアー（土曜昼）

## 沿革
川口市は、市立青木町公園内に川口市立児童文化センターを設置し、児童教育や生徒教育に役立ててきた。そちらには、15センチメートル屈折式天体望遠鏡及びプラネタリウム、産業展示室、図書室等が設置されていた。この施設を、行政改革に伴い閉鎖・移転して生まれたのが市立科学館である。なお、以前児童文化センターにあった、産業展示室や図書室は、職業訓練校、中央図書館（キュポ・ラ内）などに集中化することで効率化を図った。

## 位置
SKIPシティの西館（A1街区）にある。1階には展示室、また3階にはプラネタリウム室、本館屋上には公開天文台を設置。

## 公開天文台
施設設置型公開望遠鏡。
- 65センチメートル カセグレン型反射式天体望遠鏡
  - 性能
    - 有効口径：650ミリ
    - 合成口径比：F12
    - 焦点距離：7800ミリ
    - 架台：フォーク式赤道儀
    - 同架望遠鏡：15センチメートル屈折式望遠鏡、10センチメートル屈折式望遠鏡
    - 観測装置：冷却CCDカメラ
- 20センチメートル　屈折式天体望遠鏡
  - 性能
    - 形式：アポクロマート式
    - 有効口径：200ミリ
    - 口径比：F10
    - 焦点距離：2000ミリ
    - 架台：ドイツ式赤道儀
    - 同架望遠鏡：10センチメートル屈折式望遠鏡
- 6連式太陽望遠鏡　2006年7月現在、日本では３台しか設置されていないベクトルマグネトグラフ（太陽磁場望遠鏡）が搭載されており、その機器を用いた観測が行われている。
  - 性能
    - 15センチメートル屈折式望遠鏡、白色太陽像拡大撮影、及びHα太陽像拡大撮影用
    - 15センチメートル屈折式望遠鏡、ベクトルマグネトグラフ（リオフィルター+KDP素子）
    - 10センチメートル屈折式望遠鏡、Hα全体撮影用
    - 10センチメートル屈折式望遠鏡、Hel撮影用
    - 10センチメートル屈折式望遠鏡、Ca-K撮影用
    - 10センチメートル屈折式望遠鏡、黒点観察全体画像用
    - 架台：変形フォーク式赤道儀
    - 15センチ屈折式望遠鏡光学仕様：アポクロマート式、口径150ミリ、F8、焦点距離1200ミリ
    - 10センチ屈折式望遠鏡光学仕様：アポクロマート式、口径100ミリ、F8、焦点距離800ミリ

反射式望遠鏡及び屈折式望遠鏡は、晴れた日の毎週土曜日に公開が行われている。開始時間は季節毎に異なるため、要確認のこと。また、先着順（50名）での公開となっている。
観測対象は、太陽望遠鏡及び屈折式望遠鏡が太陽及び惑星等の太陽系内天体である。また、反射式望遠鏡は、その口径を生かして星雲・星団等の観察となっている。

## プラネタリウム
- コニカミノルタプラネタリウム製ジェミニスター、座席数170、20m水平型ドーム

一般投影プログラムは科学館で企画を行い、コニカミノルタプラネタリウムによって製作された番組の投影を行う。学習投影は、学習指導要領に沿った天文教育プログラムを科学館独自に製作し、学校の理科教育にあわせたプログラムの投影を行っている。
企画投影として、宇宙劇場型（傾斜ドームではないが、昔の東急文化会館型の中央に向かった座席ではないため、そのように呼ぶ）の利点を生かして、ステージを用いた書籍朗読型の番組や音楽鑑賞型のプログラムが投影されることになった。

## 休館日
- 月曜（祝日の場合は翌平日、祭日の翌日）
- 祝日の翌日（土日祝の場合は、翌平日）
- 年末年始（12月29日から1月4日まで）
- 月末整理期間（毎月最終火曜日）
- 特別整理期間（年4回）

## 入館料
- 科学展示入館料：高校生以上210円、子供100円、未就学児無料
- プラネタリウム観覧料：高校生以上410円、子供200円（未就学児で座席を使用しない場合には無料）

川口市内の学校利用や社会教育団体の場合には、科学館へ事前申請を行えば無料。また、障害者も事前申請を行えば減免される。

## 科学展示室
6連式太陽望遠鏡からの映像が晴れた日には、展示室から観察ができる。科学展示室では、サイエンスショーが行われている。また、科学展示室内には様々な科学遊具を用いた実験等も行えるようになっている。入り口の近くには、鉄道模型の自動運転が行われており、有料であるが自分自身で運転を楽しむことができるようになっている。その他、子供達の休日に合わせた各種イベントを開催している。

## 場所
〒333-0844 埼玉県川口市上青木3-12-18